# Вульфзен
Вульфзен (нем. Wulfsen) — община в Германии, в земле Нижняя Саксония.
Входит в состав района Харбург. Подчиняется управлению Зальцхаузен. Население составляет 1663 человека (на 31 декабря 2010 года). Занимает площадь 8,42 км².